# 中国人民政治协商会议陕西省委员会
中国人民政治协商会议陕西省委员会，简称陕西省政协或政协陕西省委员会，成立于1955年2月。它的前身是陕西省各界人民代表会议协商委员会（简称陕西省协商委员会）。

## 历史沿革
1955年2月25日至3月2日，中国人民政治协商会议陕西省第一届委员会第一次全体会议召开，陕西省协商委员会的历史任务即告结束。从1955年到文化大革命前的11年间，政协陕西省委员会经历第一、第二、第三届，每届任期四年，共召开过8次全体会议。文革期间，政协组织陷于解体状态，被迫停止活动。
直到粉碎四人帮后，1977年12月，政协陕西省第四届委员会举行第一次全体会议，才标志着政协工作在陕西得以恢复。1982年12月，全国政协五届五次会议制定的第三部《中国人民政治协商会议章程》规定，政协每届的任期改为五年。
2006年4月19日，第九届陕西省政协主席艾丕善因病逝世，陕西省政协并没有增补主席人选。因此，自2006年4月至2008年1月新一届政协选举之前，陕西省政协主席职位一直空缺。

## 历届主席
| 届 次  | 姓 名  | 籍 贯    | 任职时间       | 备 注                                |
| ------ | ------ | -------- | -------------- | ------------------------------------ |
| 第一届 | 马明方 | 陕西米脂 | 1950年－1952年 | 陕北苏区的创始人和主要领导人之一     |
| 第二届 | 潘自力 | 陕西华县 | 1952年－1955年 | 曾任中国驻朝鲜、苏联等国特命全权大使 |

| 届 次          | 姓 名  | 籍 贯    | 任职时间               | 备 注              |
| -------------- | ------ | -------- | ---------------------- | ------------------ |
| 第一、二届     | 张德生 | 陕西榆林 | 1955年－1960年         | 1965年病逝         |
| 第二届         | 方仲如 | 陕西咸阳 | 1960年－1963年         | 1983年病逝         |
| 第三届         | 赵守一 | 陕西渭南 | 1963年－文革           | 1988年病逝         |
| 第四届         | 李瑞山 | 陕西延长 | 1977年12月－1979年12月 | 1997年10月22日病逝 |
| 第四、五届     | 吕剑人 | 陕西延长 | 1979年12月－1985年12月 | 2002年11月10日病逝 |
| 第五届         | 谈维煦 | 江苏武进 | 1985年12月－1988年5月  | 1992年病逝         |
| 第六、七届     | 周雅光 | 河北迁安 | 1988年5月－1998年1月   |                    |
| 第八届         | 安启元 | 陕西临潼 | 1998年1月－2003年1月   |                    |
| 第九届         | 艾丕善 | 陕西米脂 | 2003年1月－2006年4月   | 2006年4月19日病逝  |
| 第十、十一届   | 马中平 | 陕西绥德 | 2008年1月－2016年1月   |                    |
| 第十一、十二届 | 韩勇   | 吉林九台 | 2016年1月－2022年1月   |                    |
| 第十二届       | 徐新荣 | 陕西乾县 | 2022年1月－            |                    |

## 历届委员会

### 第一届
- 主席：张德生
- 副主席：刘文蔚、高桂滋、黄子祥、党晴梵、杨伯伦
- 秘书长：李连璧

### 第二届
- 主席：张德生（1960年） → 方仲如
- 副主席：黄子祥、党晴梵、杨伯伦、常黎夫、杨子廉、杨玉亭、高长久、王菊人、苏资琛、霍祝三、韩望尘、陈雨皋、侯宗濂、霍子乐、张汉武、谈国帆
- 秘书长：雷荣

### 第三届
- 主席：赵守一
- 副主席：黄子祥、党晴梵、杨伯伦、杨子廉、杨玉亭、高长久、王菊人、霍祝三、韩望尘、陈雨皋、侯宗濂、霍子乐、张汉武、谈国帆
- 秘书长：雷荣

### 第四届
- 主席：吕剑人
- 副主席：黄子祥、杨伯伦、常黎夫、高长久、陈雨皋、侯宗濂、张汉武、谈国帆、李瘦枝、伍晋南、闵洪友、熊应栋、龚祖同、崔田夫、杨和亭、刘聚奎、任谦、沈尚贤、傅道伸、艾楚南、吴生秀、胡景通、薛道五、杨林、胡景儒（女）、范明、薛兰斌、杜瑞兰（女）、秦仲方
- 秘书长：白瑞生

### 第五届
- 主席：谈维煦
- 副主席：李瘦枝、刘聚奎、任谦、沈尚贤、傅道伸、胡景通、薛道五、胡景儒（女）、范明、杜瑞兰（女）、刘钢民、康健生、高凌云、吴庆云、魏明中、李经纶、沈晋、孙天义
- 秘书长：王志敏

### 第六届
- 主席：周雅光
- 副主席：吴庆云、刘钢民、魏明中、沈尚贤、胡景通、胡景儒（女）、李森桂、白进勋、沈晋、刘良湛、孙天义、黄峻山、张鹤龄
  - 增补副主席：董继昌
- 秘书长：王志敏

### 第七届
- 主席：周雅光
- 副主席：董继昌、梁琦（女）、纪鸿尚、孙天义、黄峻山、张鹤龄、王世臣、苏明、姜信真、遆靠山、朱振义
  - 增补副主席：安启元
- 秘书长：王志敏（1995年2月） → 惠世武

### 第八届
- 主席：安启元
- 副主席：蔡竹林、纪鸿尚、孙天义、苏明、姜信真、遆靠山、朱振义、黄钟、李雅芳（女）、刘锦才
  - 2001年1月增补副主席：石学友
  - 2002年1月增补副主席：艾丕善
  - 2002年7月增补副主席：陆栋
- 秘书长：惠世武（1998年1月） → 姚毅

### 第九届
- 任期：2003年1月－2008年1月
- 主席：艾丕善（2006年4月逝世，主席位置空缺）
- 副主席：田源、朱振义、陈宗兴、李雅芳（女）、刘锦才、石学友、胡悦、陆栋、庞家钰（2007年2月撤职）、刘石民、张生朝
  - 2005年1月增补副主席：张保庆
  - 2007年1月增补副主席：杨永茂、王寿森
- 秘书长：姚毅

### 第十届
- 任期：2008年1月－2013年1月
- 主席：马中平
- 副主席：张伟、张生朝、周一波、刘新文、王晓安、李晓东、李冬玉（女）、李进权、周卫健（女）、梁凤民
- 秘书长：姚增战

### 第十一届
- 任期：2013年1月－2018年1月
- 主席：马中平（2016年1月辞） → 韩勇（2016年1月任）
- 副主席：刘新文（2017年1月辞职）、李晓东、李冬玉（女）、周卫健（女）、梁凤民（2016年1月辞职）、千军昌、祝作利（2014年2月27日被免职[1]）、冯月菊（女）
  - 2014年1月增补副主席：郑小明
  - 2015年1月增补副主席：孙清云（2015年11月12日被免职[2]）、孙其信[3]
  - 2016年1月增补副主席：张社年[4]
  - 2017年1月增补副主席：陈强、祝列克
- 秘书长：姚增战（2016年1月辞） → 闫超英（2016年1月任）

### 第十二届
- 任期：2018年1月 -2023年1月
- 主席：韩勇（至2022年1月） → 徐新荣（2022年1月任）
- 副主席：陈强、祝列克、张道宏（2020年1月辞）、李晓东（2022年1月辞）、李冬玉（2022年1月辞）、杨冠军、王卫华、刘宽忍、王二虎、魏增军（2020年1月任）、张广智（2022年1月任）
- 秘书长：闫超英（至2022年1月） → 薛占海（2022年1月任）

### 第十三届
- 任期：2023年1月 -
- 主席：徐新荣
- 副主席：李兴旺、杨冠军（回族）、刘宽忍、张晓光、孙科、范九伦、李忠民、高岭
- 秘书长：王刚

### 引用
1. ↑  . （原始内容存档于2016-02-04）.
2. ↑  . （原始内容存档于2019-05-02）.
3. ↑  . （原始内容存档于2019-05-02）.
4. ↑  . 澎湃新闻.   [2016-01-28]. （原始内容存档于2020-11-13）.